# Rabarbar tybetański
Rabarbar tybetański (Rheum tibeticum Maxim. ex Hook. f.) – gatunek rośliny z rodziny rdestowatych (Polygonaceae Juss.). Występuje naturalnie w północnych Indiach, Pakistanie, Afganistanie oraz Chinach (w Tybecie). 

## Morfologia
PokrójBylina bez wyraźnej łodygi.
LiścieMają okrągły kształt. Mierzą 10–35 cm długości oraz 11–30 cm szerokości. Blaszka liściowa jest całobrzega lub karbowana na brzegu, o sercowatej nasadzie i tępym wierzchołku. Ogonek liściowy jest owłosiony i osiąga 10–20 cm długości. Gatka jest błoniasta.
KwiatyZebrane w wiechy o długości do 100 cm, rozwijają się na szczytach pędów. Listki okwiatu mają eliptyczny kształt i mierzą 2–3 mm długości.
OwoceMają jajowaty kształt, osiągają 8–10 mm długości.

## Biologia i ekologia
Rośnie na murawach oraz terenach skalistych. Występuje na wysokości od 2500 do 4000 m n.p.m. Kwitnie od czerwca do sierpnia.